# مارتین دمین
مارتین دمین (متولد ۱۹۴۲) یک هنرمند و ریاضی‌دان و هنرمند از مؤسسهٔ فناوری ماساچوست است.

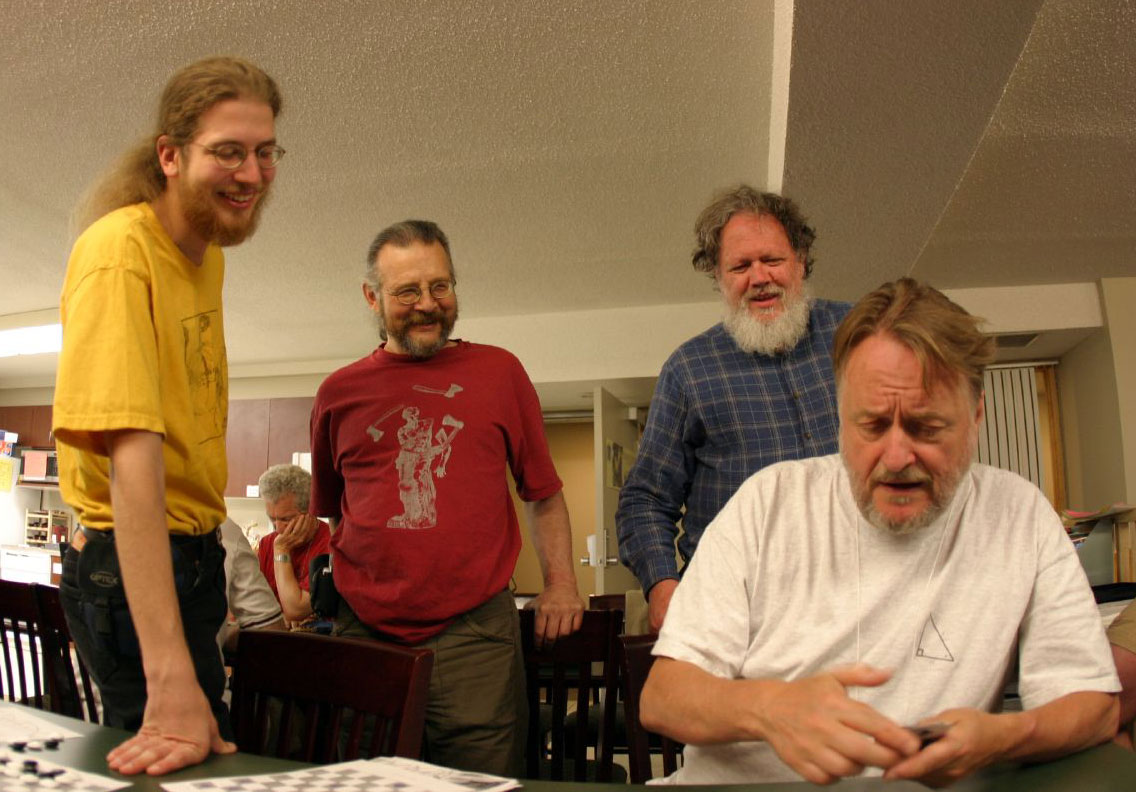
اریک دمین (چپ)، مارتین دمین (وسط) و بیل اسپایت (راست) در حال تماشای احرای یک ترفند کارتی توسط جان هورتون کانوی (ژوئن ۲۰۰۵)

دمین در دبیرستان مدفورد در مدفورد، ماساچوست تحصیل کرد. وی پس از تحصیل در زمینهٔ دمیدن شیشه در انگلستان، فعالیت هنری خود را با دمیدن شیشه‌های هنری در نیوبرانزویک در اوایل دههٔ ۱۹۷۰ آغاز کرد. استودیوی دمین، واقع در خلیج میرامیچی و بعداً در دهکدهٔ Opus در Mactaquac، اولین استودیوی شیشه‌ای یک‌نفره در کانادا، بخشی از جنبش بین‌المللی شیشه استودیو بود. آثار دمین از این دوره در مجموعه‌های دائمی موزه‌های بزرگ از جمله موزهٔ تمدن کانادا و گالری ملی کانادا نشان داده شده‌است. از زمان پیوستن دمین به مؤسسه فناوری ماساچوست (MIT) او به‌عنوان یک مربی شروع به دمیدن شیشه کرد. در کار جدیدتر وی تکنیک‌های ابتکاری دمیدن شیشه در نظر گرفته شده‌است که به عنوان یک معما برای شیشه‌گران همکارش طراحی شده‌است.
مارتین دمین پدر استاد علوم کامپیوتر MIT و همکار مک‌آرتور اریک دمین است. در سال ۱۹۸۷ (زمانی که اریک شش ساله بود) آن‌ها با هم شرکت Erik and Dad Puzzle را تأسیس کردند که در سراسر کانادا پازل پخش می‌کرد. اریک توسط مارتین در خانه تحصیل کرد و اگرچه مارتین هرگز مدرک بالاتر از دیپلم دبیرستان را دریافت نکرد، اما تحصیل در خانه باعث شد که اریک در سن ۱۴ سالگی دیپلم و پی‌اچ‌دی دریافت کند؛ و استادی او در MIT در سن ۲۰ سالگی، باعث می‌شود او جوان‌ترین استادی باشد که تاکنون در دانشگاه MIT استخدام شده‌است. ابن دو پدر و فرزند به همکاری نزدیک با هم ادامه می‌دهند و بسیاری از کارهای مشترک ریاضی و هنری دارند از جمله سه قطعه اوریگامی ریاضی در مجموعهٔ دائمی موزهٔ هنرهای مدرن، نیویورک. کارهای مشترک ریاضی آن‌ها بیشتر در ریاضیات اوریگامی و باز شدن اشیا از مواد مسطح مانند کاغذ و پیچیدگی محاسباتی بازی‌ها و معماها متمرکز است. مارتین و اریک همچنین در فیلم Between the Folds (مستند اوریگامی مدرن) حضور دارند.
دمین هم شهروند کانادا و هم ایالات متحده است.